# Qualificazioni al campionato europeo maschile di calcio 1984
Questa voce raccoglie un approfondimento sui risultati degli incontri e sulle classifiche per l'accesso alla fase finale del Campionato europeo di calcio 1984.

## Formato e regolamento
34 membri UEFA: 8 posti disponibili per la fase finale. La Francia (in qualità di paese ospitante) è qualificata direttamente, il Liechtenstein non partecipa alle qualificazioni.
Rimangono 32 squadre per 7 posti disponibili per la fase finale. Le qualificazioni si compongono di un solo turno: 
- Fase a gruppi: 32 squadre, divise in 7 gruppi (quattro da cinque squadre e tre da quattro), giocano partite di andata e ritorno. Le prime classificate di ogni gruppo si qualificano alla finale.

In caso di parità di punti tra due o più squadre di uno stesso gruppo, le posizioni in classifica verranno determinate prendendo in considerazione, nell'ordine, i seguenti criteri:
1. maggiore numero di punti;
2. migliore differenza reti;
3. maggiore numero di reti segnate;
4. sorteggio.

## Sorteggio
I sorteggi per la composizione dei gruppi si svolsero a Parigi, in Francia, il 8 gennaio 1982. Le gare si disputarono dal 1º maggio 1982 al 22 dicembre 1983.
Per l'estrazione, le squadre vennero suddivise in urne:
| Urna 1                                                                           | Urna 2                                                                                         | Urna 3                                                                           | Urna 4                                                                     | Urna 5                                  |
| -------------------------------------------------------------------------------- | ---------------------------------------------------------------------------------------------- | -------------------------------------------------------------------------------- | -------------------------------------------------------------------------- | --------------------------------------- |
| - Germania Ovest - Spagna - Italia - Polonia - Jugoslavia - Inghilterra - Belgio | - Cecoslovacchia - Austria - Paesi Bassi - Unione Sovietica - Germania Est - Ungheria - Galles | - Scozia - Irlanda del Nord - Irlanda - Romania - Grecia - Portogallo - Bulgaria | - Svezia - Danimarca - Svizzera - Finlandia - Turchia - Norvegia - Islanda | - Albania - Malta - Cipro - Lussemburgo |

Il sorteggio dei gruppi di qualificazione alla fase finale ha avuto il seguente esito:
| Gruppo 1                     | Gruppo 2                           | Gruppo 3                                | Gruppo 4                 | Gruppo 5                           | Gruppo 6                                 | Gruppo 7                          |
| ---------------------------- | ---------------------------------- | --------------------------------------- | ------------------------ | ---------------------------------- | ---------------------------------------- | --------------------------------- |
| Belgio                       | Portogallo                         | Danimarca                               | Jugoslavia               | Romania                            | Germania Ovest                           | Spagna                            |
| Svizzera Germania Est Scozia | Unione Sovietica Polonia Finlandia | Inghilterra Grecia Ungheria Lussemburgo | Galles Bulgaria Norvegia | Svezia Cecoslovacchia Italia Cipro | Irlanda del Nord Austria Turchia Albania | Paesi Bassi Irlanda Islanda Malta |

 Sono segnate in verde le Nazionali qualificate alla fase finale, in rosso quelle escluse dalla competizione europea. 

## Gruppi

### Gruppo 1
| Pos | Squadra      | Pti | G | V | N | P | GF | GS | DR |
| --- | ------------ | --- | - | - | - | - | -- | -- | -- |
| 1   | Belgio       | 9   | 6 | 4 | 1 | 1 | 12 | 8  | +4 |
| 2   | Svizzera     | 6   | 6 | 2 | 2 | 2 | 7  | 9  | −2 |
| 3   | Germania Est | 5   | 6 | 2 | 1 | 3 | 7  | 7  | 0  |
| 4   | Scozia       | 4   | 6 | 1 | 2 | 3 | 8  | 10 | −2 |

| Squadra      | Belgio (bandiera) | Germania Est (bandiera) | Scozia (bandiera) | Svizzera (bandiera) |
| ------------ | ----------------- | ----------------------- | ----------------- | ------------------- |
| Belgio       | —                 | 2 - 1                   | 3 - 2             | 3 - 0               |
| Germania Est | 1 - 2             | —                       | 2 - 1             | 3 - 0               |
| Scozia       | 1 - 1             | 1 - 0                   | —                 | 2 - 2               |
| Svizzera     | 3 - 1             | 0 - 0                   | 2 - 0             | —                   |

### Gruppo 2
| Pos | Squadra          | Pti | G | V | N | P | GF | GS | DR  |
| --- | ---------------- | --- | - | - | - | - | -- | -- | --- |
| 1   | Portogallo       | 10  | 6 | 5 | 0 | 1 | 11 | 6  | +5  |
| 2   | Unione Sovietica | 9   | 6 | 4 | 1 | 1 | 11 | 2  | +9  |
| 3   | Polonia          | 4   | 6 | 1 | 2 | 3 | 6  | 9  | −3  |
| 4   | Finlandia        | 1   | 6 | 0 | 1 | 5 | 3  | 14 | −11 |

| Squadra          | Finlandia (bandiera) | Polonia (bandiera) | Portogallo (bandiera) | Unione Sovietica (bandiera) |
| ---------------- | -------------------- | ------------------ | --------------------- | --------------------------- |
| Finlandia        | —                    | 2 - 3              | 0 - 2                 | 0 - 1                       |
| Polonia          | 1 - 1                | —                  | 0 - 1                 | 1 - 1                       |
| Portogallo       | 5 - 0                | 2 - 1              | —                     | 1 - 0                       |
| Unione Sovietica | 2 - 0                | 2 - 0              | 5 - 0                 | —                           |

### Gruppo 3
| Pos | Squadra     | Pti | G | V | N | P | GF | GS | DR  |
| --- | ----------- | --- | - | - | - | - | -- | -- | --- |
| 1   | Danimarca   | 13  | 8 | 6 | 1 | 1 | 17 | 5  | +12 |
| 2   | Inghilterra | 12  | 8 | 5 | 2 | 1 | 23 | 3  | +20 |
| 3   | Grecia      | 8   | 8 | 3 | 2 | 3 | 8  | 10 | −2  |
| 4   | Ungheria    | 7   | 8 | 3 | 1 | 4 | 18 | 17 | +1  |
| 5   | Lussemburgo | 0   | 8 | 0 | 0 | 8 | 5  | 36 | −31 |

| Squadra     | Danimarca (bandiera) | Inghilterra (bandiera) | Grecia (bandiera) | Ungheria (bandiera) | Lussemburgo (bandiera) |
| ----------- | -------------------- | ---------------------- | ----------------- | ------------------- | ---------------------- |
| Danimarca   | —                    | 2 - 2                  | 1 - 0             | 3 - 1               | 6 - 0                  |
| Inghilterra | 0 - 1                | —                      | 0 - 0             | 2 - 0               | 9 - 0                  |
| Grecia      | 0 - 2                | 0 - 3                  | —                 | 2 - 2               | 1 - 0                  |
| Ungheria    | 1 - 0                | 0 - 3                  | 2 - 3             | —                   | 6 - 2                  |
| Lussemburgo | 1 - 2                | 0 - 4                  | 0 - 2             | 2 - 6               | —                      |

### Gruppo 4
| Pos | Squadra    | Pti | G | V | N | P | GF | GS | DR |
| --- | ---------- | --- | - | - | - | - | -- | -- | -- |
| 1   | Jugoslavia | 8   | 6 | 3 | 2 | 1 | 12 | 11 | +1 |
| 2   | Galles     | 7   | 6 | 2 | 3 | 1 | 7  | 6  | +1 |
| 3   | Bulgaria   | 5   | 6 | 2 | 1 | 3 | 7  | 8  | −1 |
| 4   | Norvegia   | 4   | 6 | 1 | 2 | 3 | 7  | 8  | −1 |

| Squadra    | Bulgaria (bandiera) | Norvegia (bandiera) | Galles (bandiera) | Jugoslavia (bandiera) |
| ---------- | ------------------- | ------------------- | ----------------- | --------------------- |
| Bulgaria   | —                   | 2 - 2               | 1 - 0             | 0 - 1                 |
| Norvegia   | 1 - 2               | —                   | 0 - 0             | 3 - 1                 |
| Galles     | 1 - 0               | 1 - 0               | —                 | 1 - 1                 |
| Jugoslavia | 3 - 2               | 2 - 1               | 4 - 4             | —                     |

### Gruppo 5
| Pos | Squadra        | Pti | G | V | N | P | GF | GS | DR  |
| --- | -------------- | --- | - | - | - | - | -- | -- | --- |
| 1   | Romania        | 12  | 8 | 5 | 2 | 1 | 9  | 3  | +6  |
| 2   | Svezia         | 11  | 8 | 5 | 1 | 2 | 14 | 5  | +9  |
| 3   | Cecoslovacchia | 10  | 8 | 3 | 4 | 1 | 15 | 7  | +8  |
| 4   | Italia         | 5   | 8 | 1 | 3 | 4 | 6  | 12 | −6  |
| 5   | Cipro          | 2   | 8 | 0 | 2 | 6 | 4  | 21 | −17 |

| Squadra        | Cipro (bandiera) | Cecoslovacchia (bandiera) | Italia (bandiera) | Romania (bandiera) | Svezia (bandiera) |
| -------------- | ---------------- | ------------------------- | ----------------- | ------------------ | ----------------- |
| Cipro          | —                | 1 - 1                     | 1 - 1             | 0 - 1              | 0 - 1             |
| Cecoslovacchia | 6 - 0            | —                         | 2 - 0             | 1 - 1              | 2 - 2             |
| Italia         | 3 - 1            | 2 - 2                     | —                 | 0 - 0              | 0 - 3             |
| Romania        | 3 - 1            | 0 - 1                     | 1 - 0             | —                  | 2 - 0             |
| Svezia         | 5 - 0            | 1 - 0                     | 2 - 0             | 0 - 1              | —                 |

### Gruppo 6
| Pos | Squadra          | Pti | G | V | N | P | GF | GS | DR  |
| --- | ---------------- | --- | - | - | - | - | -- | -- | --- |
| 1   | Germania Ovest   | 11  | 8 | 5 | 1 | 2 | 15 | 5  | +10 |
| 2   | Irlanda del Nord | 11  | 8 | 5 | 1 | 2 | 8  | 5  | +3  |
| 3   | Austria          | 9   | 8 | 4 | 1 | 3 | 15 | 10 | +5  |
| 4   | Turchia          | 7   | 8 | 3 | 1 | 4 | 8  | 16 | −8  |
| 5   | Albania          | 2   | 8 | 0 | 2 | 6 | 4  | 14 | −10 |

| Squadra          | Albania (bandiera) | Austria (bandiera) | Irlanda del Nord (bandiera) | Turchia (bandiera) | Germania Ovest (bandiera) |
| ---------------- | ------------------ | ------------------ | --------------------------- | ------------------ | ------------------------- |
| Albania          | —                  | 1 - 2              | 0 - 0                       | 1 - 1              | 1 - 2                     |
| Austria          | 5 - 0              | —                  | 1 - 0                       | 4 - 0              | 0 - 0                     |
| Irlanda del Nord | 1 - 0              | 3 - 1              | —                           | 2 - 1              | 1 - 0                     |
| Turchia          | 1 - 0              | 3 - 1              | 1 - 0                       | —                  | 0 - 3                     |
| Germania Ovest   | 2 - 1              | 3 - 0              | 0 - 1                       | 5 - 1              | —                         |

### Gruppo 7
| Pos | Squadra     | Pti | G | V | N | P | GF | GS | DR  |
| --- | ----------- | --- | - | - | - | - | -- | -- | --- |
| 1   | Spagna      | 13  | 8 | 6 | 1 | 1 | 24 | 8  | +16 |
| 2   | Paesi Bassi | 13  | 8 | 6 | 1 | 1 | 22 | 6  | +16 |
| 3   | Irlanda     | 9   | 8 | 4 | 1 | 3 | 20 | 10 | +10 |
| 4   | Islanda     | 3   | 8 | 1 | 1 | 6 | 3  | 13 | −10 |
| 5   | Malta       | 2   | 8 | 1 | 0 | 7 | 5  | 37 | −32 |

| Squadra     | Islanda (bandiera) | Malta (bandiera) | Paesi Bassi (bandiera) | Irlanda (bandiera) | Spagna (bandiera) |
| ----------- | ------------------ | ---------------- | ---------------------- | ------------------ | ----------------- |
| Islanda     | —                  | 1 - 0            | 1 - 1                  | 0 - 3              | 0 - 1             |
| Malta       | 2 - 1              | —                | 0 - 6                  | 0 - 1              | 2 - 3             |
| Paesi Bassi | 3 - 0              | 5 - 0            | —                      | 2 - 1              | 2 - 1             |
| Irlanda     | 2 - 0              | 8 - 0            | 2 - 3                  | —                  | 3 - 3             |
| Spagna      | 1 - 0              | 12 - 1           | 1 - 0                  | 2 - 0              | —                 |

## Statistiche

### Classifica marcatori
7 reti
- Karl-Heinz Rummenigge

6 reti
- Santillana

5 reti
- Walter Schachner
- Nikos Anastopoulos
- Tibor Nyilasi
- Ruud Gullit
- Frank Stapleton
- Rudi Völler

4 reti
- Erwin Vandenbergh
- Preben Elkjær
- Allan Simonsen
- Joachim Streich
- Dick Schoenaker
- Antonio Maceda
- Poli Rincón
- Dan Corneliusson

3 reti
- François Van der Elst
- Ladislav Vízek
- Michael Laudrup
- Luther Loide Blissett
- Trevor Francis
- Anthony Stewart Woodcock
- József Póczik
- Peter Houtman
- László Bölöni
- Juan Antonio Señor
- Safet Sušić

2 reti
- Muhedin Targaj
- Felix Gasselich
- Max Hagmayr
- Ludo Coeck
- Václav Daněk
- Petr Janečka
- Petr Rada
- Glenn Hoddle
- Sammy Lee
- Paul Mariner
- Bryan Robson
- Gyula Hajszán
- László Kiss
- Atli Eðvaldsson
- Alessandro Altobelli
- Jeannot Reiter
- Carmel Busuttil
- Frank Rijkaard
- Cees van Kooten
- Martin O'Neill
- Ian Edwin Stewart
- Norman Whiteside
- Åge Hareide
- Arne Larsen Økland
- Hallvar Thoresen
- Włodzimierz Smolarek
- Rui Jordão
- Carlos Manuel
- Nené
- António Oliveira
- Liam Brady
- Gerry Daly
- Mark Lawrenson
- Kevin Sheedy
- Gary Waddock
- Rodion Cămătaru
- Kenny Dalglish
- Charlie Nicholas
- John Wark
- Rafael Gordillo
- Andy Egli
- Ulf Eriksson
- Robert Prytz
- Glenn Strömberg
- Hasan Şengün
- Selçuk Yula
- Oleg Blokhin
- Fyodor Cherenkov
- Anatoliy Demyanenko
- Robbie James
- Ian Rush

1 rete
- Genc Tomori
- Ernst Baumeister
- Karl Brauneder
- Agustin Kola
- Bruno Pezzey
- Toni Polster
- Herbert Prohaska
- Jan Ceulemans
- Heinz Lüdi
- Franky Vercauteren
- Georgi Dimitrov
- Plamen Nikolov
- Rusi Gochev
- Bozhidar Iskrenov
- Stoycho Mladenov
- Nasko Sirakov
- Boycho Velichkov
- Christos Omirou
- Fanis Theophanous
- Marios Tsingis
- Fivos Vrahimis
- Přemysl Bičovský
- Pavel Chaloupka
- Ladislav Jurkemik
- Milan Luhový
- Zdeněk Prokeš
- Jiří Sloup
- Klaus Berggreen
- Søren Busk
- Allan Hansen
- Søren Lerby
- Jesper Olsen
- Morten Olsen
- Rainer Ernst
- Ronald Kreer
- Hans Richter
- Terry Butcher
- Steve Coppell
- Mark Chamberlain
- Phil Neal
- Peter Withe
- Keijo Kousa
- Ari Valvee
- Giōrgos Kōstikos
- Petros Mihos
- Dimitrios Saravakos
- Béla Bodonyi
- Győző Burcsa
- Péter Hannich
- József Kardos
- Gábor Pölöskei
- Lázár Szentes
- Antonio Cabrini
- Francesco Graziani
- Paolo Rossi
- Marteinn Geirsson
- Marcel Di Domenico
- Théo Malget
- Romain Schreiner
- Silvio Demanuele
- Emanuel Fabri
- Ernest Spiteri Gonzi
- Bud Brocken
- Hugo Hovenkamp
- Ronald Koeman
- Edo Ophof
- Marco van Basten
- Ben Wijnstekers
- Billy Hamilton
- John McClelland
- Tom Lund
- Zbigniew Boniek
- Dariusz Dziekanowski
- Paweł Król
- Janusz Kupcewicz
- Fernando Gomes
- José Luis
- Tony Grealish
- Ashley Grimes
- Kevin O'Callaghan
- Michael John Robinson
- Mickey Walsh
- Ioan Andone
- Ion Geolgău
- Michael Klein
- Florea Vaetus
- Eamonn Bannon
- Paul Sturrock
- Francisco José Carrasco
- Juanito
- Víctor Muñoz
- Manuel Sarabia
- Jean-Paul Brigger
- Alain Geiger
- Heinz Hermann
- Marco Schällibaum
- Claudio Sulser
- Glenn Hysén
- Mats Jingblad
- Andreas Ravelli
- Thomas Sunesson
- Arif Kocabiyik
- Metin Tekin
- Fatih Terim
- İlyas Tüfekçi
- Sergey Andreyev
- Sergei Pavlovich Baltacha
- Nikolay Larionov
- Sergey Rodionov
- Jeremy Charles
- Brian Flynn
- Joey Jones
- Wolfgang Dremmler
- Uli Stielike
- Gerhard Strack
- Mehmed Baždarević
- Zvezdan Cvetković
- Miodrag Ješić
- Zlatko Kranjčar
- Ljubomir Radanović
- Dušan Savić
- Nenad Stojković
- Zlatko Vujović
- Zvonko Živković

Autoreti
- Ján Kapko (per l'Italia)
- Jukka Ikäläinen (per il Portogallo)
- Marcel Bossi (per l'Inghilterra)
- Paweł Janas (per la Finlandia)
- Roman Wójcicki (per l'URSS)
- Mick Martin (per la Spagna)
- Raşit Çetiner (per l'Albania)